# 假小叶黄堇
假小叶黄堇（学名：Corydalis pseudomicrophylla）为罂粟科紫堇属下的一个种。

## 扩展阅读
- 維基物種上的相關：假小叶黄堇